# Tveit
Tveit et une localité norvégienne et un quartier de la commune de  Kristiansand dans le comté d'Agder. 

## Histoire
Tveit a été une commune à part entière de 1837 à 1964. Le 1er janvier 1965, les communes de Tveit, Oddernes et Randesund ont été rattachées à la commune de Kristiansand.
Tveit a eu plusieurs orthographes. Ainsi, en 1801, le nom s'orthographiait Tved ; en 1865, Thvet et en 1900 : Tveid.

## Transports
L'aéroport de Kristiansand Kjevik est situé sur le territoire de Tveit. La gare la plus proche est celle de Vennesla.

## Population
| 1801  | 1865  | 1900  | 1951  | 1964  | 2004  | 2014  | 2019  |
| 1 982 | 1 471 | 1 775 | 1 825 | 2 725 | 2 831 | 2 000 | 1 530 |